# Dennis Bray
Dennis Bray é um professor emérito em atividade na Universidade de Cambridge. Seu grupo é parte da 'Oxford Centre for Integrative Systems Biology'. Depois de iniciar sua carreira na Neurobiologia, trabalho com o crescimento e movimento de células, Dennis Bray mudou-se para Cambridge a fim de desenvolver modelos computacionais de sinalização celular, em particular na relação da bactéria chemotaxis.
Foi agraciado em 3 de novembro de 2006 com o Prêmio Microsoft, por suas investigações sobre a quimiotaxia da Escherichia coli.

## Livros
- Essential Cell Biology (2003) (with Bruce Alberts, Karen Hopkin, Alexander Jonhson, Julian Lewis, Martin Raff, Keith Roberts, Peter Walter) ISBN 081533480X, ISBN 978-0815334804
- Cell Movements: From Molecules to Motility (2000) ISBN 0815332823, ISBN 978-0815332824
- Essential Cell Biology: An Introduction to the Molecular Biology of the Cell (1997) (with Bruce Alberts, Alexander Johnson, Julian Lewis, Martin Raff, Keith Roberts, Peter Walter) ISBN 0815329717, ISBN 978-0815329718
- Molecular Biology of the Cell (1994) (with Bruce Alberts, Julian Lewis, Martin Raff, Keith Roberts, James D. Watson) ISBN 0815319274, ISBN 978-0815319276
- Cell Movements (1992) ISBN 0815307179, ISBN 978-0815307174
- Molecular Biology of the Cell (1989) (with Bruce Alberts, Keith Roberts, Julian Lewis, Martin Raff) ISBN 0824036956, ISBN 9780824036959

## Algumas publicações
- Bray D (1970) Surface movements during growth of single explanted neurons. Proc Natl Acad Sci USA, 65: 905
- Bray D, Shite JG (1988) Cortical flow in animal cells. Science, 239: 883-888
- Bray D (1995) Protein molecules as computational elements in living cells. Nature, 376: 307-312
- Bray D, Levin MD, Morton-Firth CJ (1998) Receptor clustering as a cellular mechanism to control sensitivity. Nature, 393: 85-88

## Menção na Ciência Popular
O Professor Franklin M. Harold escreveu "O tema [da forma da proteína e sua funcionalidade sendo alterada pela interação com seu ambiente] vem com diversas variações, dentre as quais são discutidas num artigo que provocou muita discussão de Dennis Bray [autor refere-se ao artigo do Dr. Bray's de 1995] o qual examina as proteínas como aparelhos que processam informações."